# АДТ-128
АДТ-128 — аэродинамическая труба. Расположена на территории ЦАГИ в г. Жуковском. Построена в 1983 году. Используется для аэродинамических испытаний моделей самолетов и ракет.
Циркуляционный контур трубы занимает объём {\displaystyle 20000} {\displaystyle M^{3}}. Мощность компрессора подачи воздуха {\displaystyle 100} МВт.